# Je t'aime... moi non plus
Je t'aime... moi non plus  è un singolo del musicista francese Serge Gainsbourg e dell'attrice britannica naturalizzata francese Jane Birkin, pubblicato nel 1969.
Originalmente registrato da Gainsbourg assieme all'attrice Brigitte Bardot nell'autunno del 1967, versione tuttavia pubblicata solamente nel 1986, il brano ha provocato grande scandalo nell'estate del 1969, soprattutto in Italia e Regno Unito, poiché imita un rapporto sessuale di coppia.
La canzone è infatti una delle prime a trattare il tema dell'erotismo in modo così esplicito, con i suoi sospiri e le sue parole, che descrivono l'atto sessuale tra un uomo e una donna, e, con passaggi come «vado e vengo tra le tue reni» («Je vais et je viens entre tes reins» in francese), lascia poco all'immaginazione. Nonostante l'erotismo esplicito il brano non può essere considerato pornografico: il carattere del brano è infatti malinconico e romantico, tipico esempio culturale della rivoluzione sessuale.
In seguito il brano finisce per divenire oggetto di numerose censure e sequestri, ma anche per riscuotere un grande successo discografico, cui fanno seguito un grande numero di reinterpretazioni, imitazioni e parodie.

## Descrizione

### Titolo
La traduzione del titolo francese è "Io ti amo..." (voce femminile) - "neanch'io" (voce maschile) e crea un complesso gioco di parole: la seconda frase presuppone infatti la falsità della prima, dato che l'uomo mostra di credere all'esatto contrario di ciò che sente dire.
Si tratta di un gioco contraddittorio che Gainsbourg stesso avrebbe voluto quale omaggio a una celebre frase di Salvador Dalí in cui affermava: «Picasso est espagnol, moi aussi. Picasso est un génie, moi aussi. Picasso est communiste, moi non plus.» («Picasso è  spagnolo,  anch'io.  Picasso è  un genio, anch'io.  Picasso è  comunista,  nemmeno io.»).
In una intervista rilasciata a Lietta Tornabuoni per L'Europeo nel settembre 1969, all'indomani dello scandalo provocato dal brano in Italia e al sequestro del singolo su tutto il territorio nazionale, Serge Gainsbourg fornisce la spiegazione dell'apparente contraddizione insita nel titolo. Gainsbourg asserisce infatti che "moi non plus" è la risposta che rivela la vera natura della passione che intercorre tra i due protagonisti, ovvero una attrazione di pura natura sessuale in cui la ragazza ha bisogno di inventare un sentimento, che in realtà non esiste, provocato dalla suggestione della passione erotica.

### Composizione e registrazione
Je t'aime... moi non plus viene inizialmente scritta da Serge Gainsbourg per Brigitte Bardot nell'autunno del 1967, durante la loro relazione durata per un periodo di tre mesi e mezzo. Brigitte Bardot chiede espressamente a Serge Gainsbourg di scrivere "la più bella canzone d'amore". Tuttavia Gainsbourg in quell'occasione non compone un nuovo brano musicale, ma si limita a riarrangiare una precedente composizione ideata per la colonna sonora del film Les cœurs verts, originalmente intitolata Scène de bal 1, aggiungendo un testo scritto appositamente.
In seguito al proliferare di voci sulla stampa scandalistica, che arrivano all'orecchio del marito di lei, l'uomo d'affari tedesco Gunter Sachs, che va su tutte le furie minacciando uno scandalo e il conseguente divorzio, la Bardot chiede a Gainsbourg di non pubblicare la canzone. Il brano venne così rinchiuso negli archivi della Philips e pubblicato solamente nel 1986 come 7" dall'etichetta Philips.
Chiusa la relazione con la Bardot nei primi mesi del 1968, durante tutto l'anno Serge Gainsbourg ricerca disperatamente una partner con cui registrare nuovamente la canzone, che considera un successo discografico mancato, arrivando a proporla a varie cantanti, tra cui Marianne Faithfull, Valérie Lagrange e Mireille Darc. Nell'autunno dello stesso anno prende parte al film Slogan, diretto da Pierre Grimblat, in cui doveva inizialmente lavorare anche Marisa Berenson, allora celebre top model. La produzione la sostituisce con Jane Birkin, reduce dal successo di Blow-Up di Michelangelo Antonioni, anche grazie alla scena in cui appare a seno nudo.
Serge Gainsbourg non gradisce la sostituzione e comincia a maltrattare la giovane attrice britannica che a sua volta aveva appena troncato il matrimonio con il compositore John Barry, da cui aveva avuto la figlia Kate. Per appianare le divergenze, la Birkin chiede al registra Grimblat di organizzare un'uscita a tre. Durante la serata, con una scusa, Grimblat si allontana lasciando Gainsbourg e la Birkin da soli. Nel breve spazio della serata l'ostilità tra i due si trasforma in attrazione e di lì a poco Gainsbourg e la Birkin intraprenderanno una relazione che li porterà ad andare a vivere da soli all'Hotel di rue des Beaux Arts, dove il 30 novembre 1900 era deceduto Oscar Wilde.
Su consiglio di Mirelle Darc, Serge propone a Jane Birkin di registrare una nuova versione di Je t'aime... moi non plus, cosa che avviene nel dicembre dello stesso anno. La canzone, pubblicata l'anno successivo, provocherà un enorme scandalo facendo di conseguenza vendere al disco più di cinque milioni di copie e rendendo la coppia assai celebre.

### Pubblicazione
Esistono numerose versioni del singolo, con differenti b side, pubblicate dalle etichette discografiche più disparate. La prima edizione del disco esce a nome Jane Birkin avec Serge Gainsbourg e si intitola Je t'aime... moi non plus. Viene pubblicata dalla Fontana, una sussidiaria della Philips, con numero di catalogo 260 196 MF in formato 7" e ha come b side il brano Jane B., interpretato dalla sola Jane Birkin. Il brano è una versione cantata del preludio in MI minore op. 28 n°4 di Fréderic Chopin. Una seconda edizione, pubblicata solamente in Belgio e Francia, ha come lato B il brano 1969 année érotique, interpretato da Gainsbourg e la Birkin. Un'edizione giapponese del 1971 presenta invece come lato B il brano La décadanse, singolo di Gainsbourg con Jane Birkin successivo a Je t'aime... moi non plus. Nel Regno Unito l'edizione Philips, originalmente sequestrata, viene presto rimpiazzata dall'edizione Disc'Az.
La registrazione originale della canzone, effettuata nell'autunno del 1967 da Serge Gainsbourg e Brigitte Bardot, esce nel 1986 con il titolo di Je t'aime moi non plus, pubblicata dalla Philips con numero di catalogo 884 840-7 in 7" e con numero di catalogo 884 840.1 in 12". Come retro del singolo viene utilizzato il brano Bonnie and Clyde, già pubblicato come lato A del singolo omonimo nel 1968.

### Controversie
Pubblicato in Italia su 45 giri attorno al maggio del 1969, il disco diviene rapidamente oggetto di scandalo e censurato dalla Rai. Il singolo entra nella classifica di Hit Parade, trasmissione radiofonica condotta da Lelio Luttazzi che presenta una classifica dei dischi più venduti sulla base di un'inchiesta della Doxa. Per tre settimane staziona al diciassettesimo posto, poi al nono e quindi al sesto posto. La casa discografica non aveva spedito il disco alla Rai, conscia della censura che l'avrebbe colpito; a questo punto il dirigente della trasmissione, dottor Padula, che non aveva mai sentito la canzone, se ne fa quindi procurare una copia. Quando il disco arriva al quarto posto, l'Ente comunica che il disco non doveva essere trasmesso per nessuna ragione, perché considerato "indecente". Il 15 agosto così si arriva a vietare a Lelio Luttazzi anche solo di nominare il titolo e la posizione nella classifica delle vendite. La canzone viene comunque trasmessa da Radio Monte Carlo e da Radio Capodistria, entrambe emittenti ricevibili in Italia, e il disco viene "gettonato" molto spesso nei juke-box sparsi nelle località di villeggiatura.
Il 22 agosto, in solidarietà alla censura radiotelevisiva, l'organo della Santa Sede, L'Osservatore Romano, pubblica una sgangherata traduzione che ne accentua l'oscenità e il distributore del disco viene scomunicato. Il 28 agosto La Procura della Repubblica di Milano ordina il sequestro e la distruzione del disco su tutto il territorio nazionale per "oscenità". In base al provvedimento, attuato attenendosi all'articolo 528 del Codice Penale sulle pubblicazioni e gli spettacoli osceni, vengono sequestrate tutte le copie presenti sul territorio nazionale. Nel magazzino del distributore nazionale, la Phonogram di Milano, vengono trovate e sequestrate 569 copie. Il disco tuttavia continua a venire importato e venduto clandestinamente, facendone lievitare il prezzo da L. 750 a L. 3000, e continua nonostante ciò a scalare le classifiche.
Il disco subisce una sorte simile anche nel Regno Unito, dove viene censurato dalla BBC e ne viene vietata categoricamente la vendita. Per aggirare l'ostacolo censorio il gruppo dei Sounds Nice ne pubblica una versione strumentale intitolata Love At First Sight.

## Registrazioni

### Prima versione
- Interpreti: Brigitte Bardot e Serge Gainsbourg
- Registrazione: 10 dicembre 1967 allo studio Barclay all'Avenue Hoche, Parigi
- Arrangiamenti e direzione: Michel Colombier
- Produttore: Claude Dejacques
- Editore: Melody Nelson Publishing
- Durata: 04:32

### Seconda versione
- Interpreti: Jane Birkin e Serge Gainsbourg
- Registrazione: novembre e dicembre 1968 allo studio Fontana, Londra e studio Barclay all'Avenue Hoche, Parigi
- Arrangiamenti e direzione: Arthur Greenslade
- Produttore: Jean-Claude Desmarty
- Editore: Melody Nelson Publishing
- Durata: 04:25

## Tracce

### Versione di Serge Gainsbourg e Jane Birkin
7" Fontana, Disc'Az, Major Minor, Warner Bros. (1969), internazionale
Testi e musiche di Serge Gainsbourg.
1. Serge Gainsbourg e Jane Birkin – Je t'aime... moi non plus – 4:25
2. Jane Birkin – Jane B. – 3:05

Durata totale: 7:30
7" Fontana (1969), solo Belgio e Francia
Testi e musiche di Serge Gainsbourg.
1. Je t'aime... moi non plus
2. 69 année érotique

EP 7" Royal Records (1969), Malesia
Testi e musiche di Serge Gainsbourg.
1. Je t'aime... moi non plus – 4:20
2. Maria Elena – 2:57
3. Quanto m'innamoro – 3:28

Durata totale: 10:45
7" Philips (1971), Giappone
Testi e musiche di Serge Gainsbourg.
1. Je t'aime... moi non plus – 4:22
2. La décadanse – 5:13

Durata totale: 9:35

### Versione di Serge Gainsbourg e Brigitte Bardot
7", 12" e CD Philips (1986)
Testi e musiche di Serge Gainsbourg.
1. Je t'aime moi non plus – 4:32
2. Bonnie and Clyde – 4:12

Durata totale: 8:44

## Classifiche

### Classifiche settimanali
| Classifica (settembre 1969) | Posizione |
| --------------------------- | --------- |
| Italia                      | 2         |

### Classifiche annuali
| Classifica (1969) | Posizione |
| ----------------- | --------- |
| Italia            | 52        |

## Reinterpretazioni, parodie e omaggi
In seguito allo scandalo e all'enorme successo ottenuto - che ha portato a vendere in tutto il mondo più di 5 milioni di copie del disco - Je t'aime... moi non plus ha dato vita a un ampio fenomeno di reinterpretazione e di emulazione durante il decennio successivo, in particolare in Italia, generando quel filone che i giornali dell'epoca definirono con i termini più disparati, ma soprattutto come "pornodischi", e che negli anni ha portato a produrre non meno di 200 cover internazionali della canzone.
Un fenomeno similare ha preso vita in Giappone dove, durante tutto il decennio degli anni settanta, si diffonde il filone musicale denominato Yoru no driver. Si tratta di una serie di dischi, pubblicati per la stragrande maggioranza dalla RCA Victor, che miscelano i gemiti e i sospiri sullo stile tipico di Je t'aime... moi non plus con la musica exotica di stampo nordamericano o con la musica tradizionale giapponese.

### Cover

#### Cover in francese
- Bourvil e Maillan Ça (Je t'aime moi non plus), cover parodistica in francese pubblicata come singolo nel 1970. Sul retro del disco appare incisa un'altra cover di un brano di Serge Gainsbourg, Pauvre Lola.
- Donna Summer Je t'aime, versione disco music della durata di 15'45", pubblicata inizialmente come singolo nel 1977 e successivamente inserita nella colonna sonora del film Grazie a Dio è venerdì.
- Saint Tropez Je t'aime, cover discomusic, opera di un progetto musicale dei produttori discografici Laurin Rinder e W. Michael Lewis, uscita come singolo nel 1977.
- Genesis P-Orridge & The Angels of Light Je t'aime, cover industrial pubblicata in 12" nel 1985. Il brano è stato successivamente ristampato nel 1989 a nome Mistress Mix and Psychic TV in un nuovo 12" contenente due versioni della stessa canzone.
- Paradise Blue Je t'aime moi non plus, pubblicata come singolo nel 1992.
- Sven Väth e Miss Kittin Je t'aime... moi non plus, versione elettronica pubblicata nel 2001 come singolo.
- Trash Palace feat. Brian Molko e Asia Argento Je t'aime moi non plus, pubblicata all'interno dell'album Positions del 2002.
- The Ukulele Orchestra of Great Britain Je t'aime... moi non plus, pubblicata all'interno dell'album The Secret Of Life del 2003.
- Madonna ne ha eseguito una cover durante un suo concerto tenutosi all'Olympia di Parigi, il 26 luglio 2012. La canzone è stata eseguita in duetto con uno dei ballerini dell'MDNA Tour della cantante stessa.
- M'Barka Ben Taleb Je t'aime... moi non plus, versione etnofunk contenuta nell'album Passion Fruit del 2014.

#### Cover in inglese
- Frankie Howerd e June Whitfield Up Je t'aime, cover caricaturale in inglese uscita come singolo nel 1971.
- Judge Dread Je t'aime (moi non plus), cover parodistica reggae uscita come singolo nel 1975.
- Nick Cave & Anita Lane I love you... nor do I, contenuta nell'album Pink Elephants di Mick Harvey del 1997.
- Pet Shop Boys con Sam Taylor-Wood Je t'aime... moi non plus, lato b di alcune versioni del singolo I Don't Know What You Want but I Can't Give It Any More dei Pet Shop Boys.

#### Cover in italiano
- Una reinterpretazione in italiano, con testo di Daiano, venne distribuita nell'autunno del 1969.[1] Di questa versione esistono molteplici interpretazioni:
  - Giorgio Albertazzi e Anna Proclemer Ti amo... ed io di più, uscita come singolo nel 1969.
  - Ombretta Colli Ti amo... io di più, uscita come singolo su etichetta Rare nel 1969. Questa versione, a differenza delle altre, contiene un testo leggermente differente, modificato da Gian Piero Simontacchi.[1][10]
  - Brigitte Ti amo... ed io di più, uscita come singolo su etichetta Signal nel settembre del 1969 e successivamente offerta in omaggio come allegato al numero di ottobre dello stesso anno della rivista King.[1]
  - Alceste e Adalgisa Ti amo ed io di più, cover parodistica della versione italiana uscita come singolo in Svizzera su etichetta SND Record, a differenza delle precedenti versioni, presenta alcune strofe cantate anziché recitate.[1]
  - I Combos Je t'aime... moi non plus, uscita come singolo nel 1969.
- Scialpi Non ti amo più, uscita prima come singolo in download digitale e in seguito inclusa nella raccolta Autoscatto del 2006.

#### Cover in spagnolo
- Ilane Sirkin e Fred Burg Yo te amo... yo tampoco (Je t’aime... moi non plus), pubblicata nel 1969.
- Isela Vega Yo te amo... yo tampoco, pubblicata nell'album Para mi departamento del 1969.
- Chayanne e Natalie Exxtasis, pubblicata nell'album Provocame di Chayanne del 1992.

#### Cover in tedesco
- Wolfgang Gruner ed Edeltraut Elsner, Die 10 001. Nacht  (Je t'aime… moi non plus), cover parodistica pubblicata come singolo nel 1970.
- Einstürzende Neubauten Jet'm, cover industrial pubblicata nell'album Kollaps nel 1981.
- Mick Harvey e Andrea Schroeder Ich liebe dich......(Ich dich auch nicht), pubblicata nell'album Intoxicated Women di Mick Harvey nel 2017.

#### Cover in altre lingue
- The Traces Je t'aime moi non plus, cover beat in tailandese pubblicata all'interno della compilation Thai Beat A Go-Go Volume 2 (Groovy 60's Sounds From The Land Of Smile!) del 2004.

#### Cover strumentali
- Sounds Nice Love At First Sight, uscita come singolo nel 1969.
- The Communicatives Je t'aime... moi non plus, versione strumentale uscita come singolo nel 1969.
- Fausto Papetti Je t'aime... moi non plus, contenuta nell'album 10ª Raccolta del 1969.

#### Campionamenti e remixaggi
Riff del brano di Serge Gainbourg sono stati utilizzati all'interno di altre canzoni.
- Transvision Vamp Twangy Wigout (1991).
- Misty Oldland A Fair Affair (Je t'aime) (1994).
- Angel Corpus Christi e Dean Wareham Je t'aime (I Wanna Boogie With You) (1997).
- Texas Guitar Song (2001).
- Kylie Minogue Breathe Je t'aime (2003): l'artista australiana canta il brano in una scenografia sensuale d'ispirazione orientale, durante il concerto promozionale Money Can't Buy. Il brano viene in seguito pubblicato in download digitale.
- Taïro La vie que je mènedel (2009).

### Emulazioni
La canzone produce anche un vasto fenomeno di emulazioni in due fasi, la prima, immediatamente dopo l'uscita del brano, tra il 1968 e il 1970, e la seconda durante la seconda metà degli anni settanta, conseguentemente alla ristampa del singolo nel 1975 e all'uscita del film omonimo. Si tratta di brani che ripetono la struttura del brano e un dialogo sussurrato tra due (in alcuni casi tre o più) partner, durante un atto sessuale.
Una canzone simile, che tuttavia non presenta alcun dialogo ma solamente una serie di "sospiri", è Erotica dei Man, gruppo musicale gallese di genere psichedelico-prog, singolo che esce contemporaneamente a Je t'aime... moi non plus.
La prima emulazione italiana si intitola L'estasi e viene composta da Elvio Monti su parole di Armando Stula e cantata da Andrea Giordana e Marisa Solinas. Il disco, la cui melodia è un'evidente imitazione dell'originale di Serge Gainsbourg, viene pubblicato nel luglio del 1969, a ridosso dell'arrivo in Italia di Je t'aime... moi non plus. Altra celebre emulazione italiana è La prima volta di Andrea e Nicole, progetto di cui è artefice Giancarlo Giomarelli con i suoi I Beati Paoli, uscita in 7" su etichetta Odeon, una sussidiaria della EMI, nel 1976. In seguito ne venne inciso un intero concept album, intitolato Storia della prima volta, che narrava l'intera storia della coppia, dal primo incontro allo scioglimento.

### Parodie
In seguito all'uscita della canzone, verranno prodotte anche diverse parodie. Tra le prime e più celebri vanno annoverate quelle degli attori André Bourvil e Jacqueline Maillan, intitolata Ça (Je t'aime moi non plus) e stampata in Francia nel 1970. Lo stesso anno ne realizzano una parodia in tedesco Wolfgang Gruner ed Edeltraut Elsner, Die 10 001. Nacht  (Je t'aime… moi non plus). Nel 1971 è la volta di Frankie Howerd e June Whitfield, che ne cantano una caricatura in inglese intotalata Up Je t'aime. Altra parodia inglese viene nel 1975 dal cantante reggae Judge Dread.
Parodie italiane vengono invece realizzate soprattutto a partire dalla metà degli anni settanta ad opera di Benito Urgu (Sexy Fonni, Mon cheri Fonni e Filodiffusione), Gino Bramieri (Motel), Toni Santagata (Ufo Sexo, ma si tratta di una nuova versione della parodia già realizzata nel 1970 all'interno del suo album Toni Santagata, le sue canzoni, il suo cabaret) e degli Squallor (Aia, Gentleman, La guerra del vino, Torre Annunziata, nonché l'esplicita parodia di Je t'aime... moi non plus, contenuta nell'album Uccelli d'Italia e intitolata Ne me tirez plus, la cui base musicale è una versione strumentale del brano L'estasi, cantato nel 1968 da Andrea Giordana e Marisa Solinas).

## Il film

I titoli di testa del film

Nel 1976 Serge Gainsbourg dirige il film Je t'aime moi non plus, ispirato alla canzone omonima da lui composta. Interpretato da Jane Birkin e Joe Dallesandro, il film racconta della relazione tra il camionista gay Krassky e la ragazza Johnny, chiamata così a causa del suo aspetto androgino.

## Edizioni
- 1969 - Serge Gainsbourg & Jane Birkin Je t'aime... moi non plus/Jane B. (7")
- 1969 - Serge Gainsbourg & Jane Birkin Je t'aime... moi non plus/1969 année éerotique (7")
- 1969 - Serge Gainsbourg & Jane Birkin Je t'aime... moi non plus/Maria Elena/Quando m'innamoro (EP 7")
- 1975 - Serge Gainsbourg & Jane Birkin Je t'aime... moi non plus/Joe Banjo (7")
- 1986 - Serge Gainsbourg & Brigitte Bardot Je t'aime, moi non plus/Bonny & Clyde (7")